# Cryphia deceptura
Cryphia deceptura är en fjärilsart som beskrevs av Walker 1865. Cryphia deceptura ingår i släktet Cryphia och familjen nattflyn. Inga underarter finns listade i Catalogue of Life.